# Patrick Naughton
Patrick Naughton (né en 1965) est un informaticien de nationalité américaine. Il est notamment l'un des créateurs du langage Java.

## Carrière
Patrick Naughton est cocréateur avec James Gosling du langage de programmation Java, en 1995.
Il est ex-vice-président exécutif de la société Infoseek et ex-responsable des sites Go Network (une filiale de Walt Disney Internet Group).
Il est le créateur de xlock, un économiseur et verrouilleur d'écran populaire sous X Window.

## Citations
« The decisions I make change the world and I've never made a wrong decision in my life. » (en francais :« Les décisions que je prends changent le monde et je n’ai jamais pris de mauvaises décisions dans ma vie. »)

## Autre
- Il a été arrêté le 16 septembre 1999 par le FBI, puis jugé pour avoir eu l'intention d'avoir une relation sexuelle avec mineur. La sentence a été de neuf mois de prison, une amende de 20 000 dollars et 5 ans de probation[2],[4].